# Ölands runinskrifter 16
Ölands runinskrifter 16 är en försvunnen vikingatida runsten i Gräsgårds kyrkogård, Gräsgårds socken och Mörbylånga kommun. Stenen har bland annat, innan den försvann, varit inmurad i kyrkogårdsmuren norr om kyrkan.

## Inskriften
Translitterering av runraden:
[... auk : treke : auk : sihstin : þiʀ bo͡þuþr : ristu : sta(i)... ... : uifastr : kuþ : hialbi : au͡nt : hans :]
Normalisering till runsvenska:
... ok Drængi ok Sigstæinn, þæiʀ brøðr ræistu stæi[n æftiʀ] Vifast. Guð hialpi and hans.
Översättning till nusvenska:
... och Drengi och Sigsteinn, dessa bröder reste stenen (till minne av) Véfastr. Gud hjälpe hans själ.